# Scotforth
Scotforth is een civil parish in het bestuurlijke gebied Lancaster, in het Engelse graafschap Lancashire met 321 inwoners.